# Weggehen und wiederkommen
Weggehen und Wiederkommen (Originaltitel: Partir revenir) ist ein französisches Filmdrama des Regisseurs Claude Lelouch aus dem Jahr 1985. Es erzählt die Geschichte einer jüdischen Familie im besetzten Frankreich zur Zeit des Nationalsozialismus.

## Handlung
Während des Zweiten Weltkriegs flieht die vierköpfige jüdische Familie Lerner aus dem besetzten Paris. Eine Zeit lang können sie sich bei Freunden in einem alten Schloss verstecken. Einige der Dorfbewohner in der Umgebung werden misstrauisch. Eines Tages erscheinen französische Polizei und Soldaten der Wehrmacht auf dem Schlossgelände. Die Lerners versuchen zu entkommen, werden jedoch verschleppt. Jahre später kehrt die Tochter, Salomé Lerner, als einzige Überlebende ihrer Familie zurück. Sie ist entschlossen, herauszufinden, wer ihre Familie damals denunziert hat. Als Salomé vier Jahrzehnte später in Paris einen jungen Pianisten spielen hört, glaubt sie, die Reinkarnation ihres verstorbenen Bruders vor sich zu haben.

## Hintergrund
Neben der Geschichte der Familie steht auch das Werk des russischen Komponisten Sergei Wassiljewitsch Rachmaninow, insbesondere dessen 2. Klavierkonzert im Mittelpunkt. Ironischerweise hatte er dieses Stück einem Neurologen gewidmet, der ihn wegen Depressionen behandelt hatte. Im Film ist der Vater von Beruf Psychoanalytiker.

## Kritik
„Ein inszenatorisch nicht ganz überzeugender Film, der auf eine lineare Geschichte verzichtet und assoziative Szenen aufblendet, die einander bedingen“, meinte der film-dienst.